# 勒维冈区
勒维冈区是法国加尔省所辖的一个区。总面积1390.6平方公里，总人口39237，人口密度28人/平方公里（2018年）。主要城镇为勒维冈。

## 辖区
勒维冈区辖有74个市镇。